# Espen Lysdahl
Espen Lysdahl, né le 19 avril 1990, est un skieur alpin norvégien. 

## Biographie
Il débute en Coupe du monde en 2009 et marque ses premiers points en décembre 2014 au slalom d'Åre, où il est neuvième. Il participe ensuite aux Championnats du monde 2015 où il est seizième du slalom.

## Palmarès

### Championnats du monde
| Épreuve / Édition | Vail - Beaver Creek 2015 |
| Slalom            | 16e                      |

### Coupe du monde
- Meilleur classement général : 110e en 2015.
- Meilleur résultat : 9e.

#### Différents classements en Coupe du monde
| Année/Classement | Année/Classement | Général | Général | Descente | Descente | Slalom | Slalom | Géant  | Géant  | Super G | Super G | Combiné | Combiné |
| ---------------- | ---------------- | ------- | ------- | -------- | -------- | ------ | ------ | ------ | ------ | ------- | ------- | ------- | ------- |
| Année/Classement | Année/Classement | Class.  | Points  | Class.   | Points   | Class. | Points | Class. | Points | Class.  | Points  | Class.  | Points  |
| 2015             | 2015             | 110e    | 29      | -        | -        | 35e    | 29     | -      | -      | -       | -       | -       | -       |

### Championnats du monde junior
| Épreuve / Édition                    | Descente | Super G           | Slalom géant       | Slalom  | Combiné |
| Mondiaux 2009 Garmisch-Partenkirchen | 15e      | Disqualifié       | Abandon            | Abandon | -       |
| Mondiaux 2010                        | 11e      | Médaille d'argent | Médaille de bronze | Abandon | -       |